# Грановський Панас Андрійович
Грановський Панас Андрійович (нар. 1871 — 1913) — український  історик церкви, викладач Полтавського кадетського корпусу.

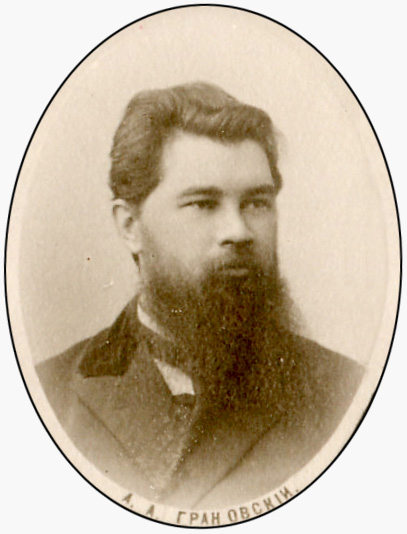
Грановський А.А.

## Біографічні відомості
Панас Андрійович Грановський відомий як автор книги «Полтавская епархия в ее прошлом (до открытия епархии в 1803 г.) и настоящем (историко-статистический опыт)».
19 квітня 1909 р. його було призначено статським радником, а 5 липня звільнено зі служби, за проханням, з мундиром. З початку навчального 1909 — 1910 р. відкрив у м. Таганрог приватне училище 1-го розряду.